# پادولی
پادولی (به ایتالیایی: Paduli) یک کومونه در ایتالیا است که در استان بنونتو واقع شده‌است. پادولی ۴۴٫۷ کیلومتر مربع مساحت و ۴٬۱۷۱ نفر جمعیت دارد و ۳۲۰ متر بالاتر از سطح دریا واقع شده‌است.